# Edward Wiktor Radecki

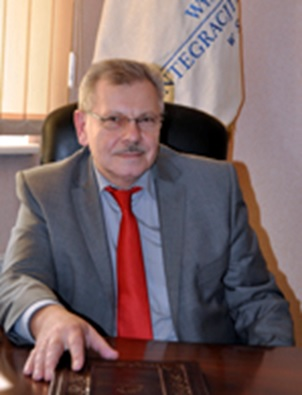
Edward Radecki

Edward Wiktor Radecki (ur. 8 lipca 1946 w Gryficach) – prof. nadzw. dr, pedagog i socjolog, specjalista w zakresie dydaktyki, socjologii społecznej i komunikatologii.

## Życiorys zawodowy
Absolwent Liceum Ogólnokształcącego w Gryficach, woj. Zachodniopomorskie. Ukończył Wyższą Szkołę Nauczycielską w Szczecinie i Wyższą Szkołę Pedagogiczną w Krakowie. Dr nauk społecznych Uniwersytetu im. A. Mickiewicza w Poznaniu. Od 2007 prof. nadzw. (decyzja Centralnej Komisji Stopni i Tytułów w Warszawie z dnia 17.12.2007 r.) W latach 1968/69 nauczyciel Szkoły Podstawowej w Dargosławiu, 1969/1973 dyrektor Zarządu Środowiskowego AZS w Szczecinie. 1973/74 kierownik oddziału sportu Wojewódzkiej Federacji Sportu w Szczecinie. 1974/77 – nauczyciel Zespołu Szkół Mechanicznych nr 1 w Szczecinie. 1977-84 – wykładowca i dyrektor Uczelnianego Ośrodka Nowych Technik Kształcenia Politechniki Szczecińskiej. Od 1984 do 2007 adiunkt i starszy wykładowca, z-ca dyrektora Instytutu Pedagogiki (2 kadencje), kierownik Zakładu Kształcenia Pedagogicznego (4 kadencje) Uniwersytetu Szczecińskiego. W tym czasie również: adiunkt Pomorskiej Akademii Medycznej w Szczecinie (1992/94) i Wyższej Szkoły Humanistycznej TWP w Szczecinie. Współzałożyciel, a potem prezes i prezes pedagogiczny Szczecińskiego Centrum Edukacyjnego. Założyciel i wieloletni dyrektor Agencji Usług Pedagogicznych i Psychologicznych w Szczecinie. W latach 2001–2007 adiunkt, a potem profesor i dyrektor Instytutu Nauk Edukacyjnych Szczecińskiej Szkoły Wyższej „Collegium Balticum” w Szczecinie. Od 01.03.2004– 01.09.2005 - prorektor WSZ „Collegium Balticum” w Szczecinie a od 01.10.2005 do 30.06.2007 – rektor Szczecińskiej Szkoły Wyższej Collegium Balticum. W tym czasie wykładowca i dyrektor Nauczycielskiego Kolegium Języków Obcych w Szczecinie i Zespołu Nauczycielskich Kolegiów Języków Obcych Szczecińskiego Centrum Edukacyjnego w Szczecinie i Stargardzie Szczecińskim. Od 2008 profesor, a od 2011 do 2015 rektor Wyższej Szkoły Integracji Europejskiej w Szczecinie. W tym czasie kierownik katedry Nauk Społecznych i projektu 4.1.1. (Kultura jakości kształcenia w WSIE). Od 2016 profesor Zachodniopomorskiej Szkoły Biznesu w Szczecinie Akademii Nauk Stosowanych  i Międzywydziałowy Lider Merytoryczny kierunku Pedagogika tej Uczelni.

## Publikacje (wybór)
- Metodyka pracy umysłowej. Poradnik metodyczny dla studentów, (współautor J. Wabia) (1984)
- Kształcenie kursowe. Poradnik wykładowcy i organizatora (1982)
- Kompleksowa obudowa dydaktyczna w kształceniu w szkole wyższej (1983)
- Kształcenie i samokształcenie w szkole wyższej (1984)
- Wybrane problemy kształcenia kursowego (1984)
- Studiowanie w systemie dydaktycznym szkoły wyższej. (Raport z badań) (1987)
- Kształcenie kursowe. Poradnik wykładowcy i organizatora (1987)
- Doświadczenia służące rozwojowi świadomości politycznej na tle ogółu doświadczeń szkolnych uczniów i studentów, (współautor) (1990)
- Zagrożenie świadomości politycznej młodzieży we współczesnej szkole (współautor) (1991)
- Podstawy psychologii, socjologii i pedagogiki (1991)
- Technologia pracy umysłowej (współautor Cz. Plewka) (1992)
- Kształcenie i samokształcenie w szkole (współautor Cz. Plewka) (1992)
- Niekonwencjonalne metody nauczania – uczenia się (współautor Cz. Plewka) (1992)
- Konflikty i ich rozwiązywanie (2010)[3]
- Zachowania organizacyjne. Pytania odpowiedzi (2010)
- Praca dyplomowa w naukach społecznych. Poradnik dla magistrantów, licencjatów i dyplomantów studiów podyplomowych (2011)
- Słowo czy nóż. O komunikowaniu się ludzi (2016)
- Senior obciążeniem, życiowym odpadem poprodukcyjnym czy szansą współczesności (nowy prekariat?), (w) Problemy Profesjologii nr 1/2017.
- Potrzeby seniorów - wyzwania i zarządzanie nimi w ramach polityk publicznych. Razem czy osobno. "Około Pedagogii" nr 1/2019
- Praca dyplomowa w Naukach Pedagogicznych. Szczecin (2020)
- "Hodujemy " agresorów w domu, przedszkolu i szkole? "Około Pedagogii " nr2/2021
- Dobrostan mieszkańców Ziem Gryfickiej  z badań własnych ZPSB "Około Pedagogii" nr 3/223
- Słowo jak nóż. (O agresji komunikacyjnej współczesnych Polaków). Szczecin (2024).

## Redakcja naukowa
- Usprawnienie procesu dydaktyczno–wychowawczego w wyższej szkole technicznej. (1982)
- O wzrost efektywności procesu dydaktyczno-wychowawczego w szkole wyższej. Materiały konferencyjne. (1983)
- Wybrane problemy kształcenia w szkole wyższej. Prace naukowe Politechniki Szczecińskiej. Nr 227. (1983)
- Poradnik młodego nauczyciela akademickiego. (1983)
- Niektóre zagadnienia dydaktyki szkoły wyższej. Prace naukowe Politechniki Szczecińskiej. Nr 248. (1984)
- Materiały pokonferencyjne sympozjum „Technologia kształcenia inżynierów”. (1984)
- Doskonalenie pedagogiczne młodych nauczycieli akademickich. Zeszyty naukowe US. (1985)
- Student – nauczyciel akademicki. Relacje interpersonalne. (1998)
- Doskonalenie pedagogiczne młodych nauczycieli akademickich. Prace naukowe Politechniki Szczecińskiej (1985)
- Technologia kształcenia inżynierów. Prace naukowe PS. 1985
- Numer 1/2/85 zeszytu naukowego PSFN „Film Naukowy” Warszawa 1985
- Cele kształcenia i doskonalenia pedagogicznego nauczycieli akademickich. Zeszyty Naukowe Uniwersytetu Szczecińskiego. Zeszyt nr.1. [współredaktor Kazimierz Wenta] (1986)
- Komputer w kształceniu. (1988)
- Doświadczenia służące rozwojowi świadomości politycznej na tle ogółu doświadczeń szkolnych uczniów i studentów. (1990)
- Zagrożenie świadomości politycznej młodzieży we współczesnej szkole. (1991)
- Perspektywy i zagrożenia kształcenia zawodowego. [współredakcja -Cz. Plewka] (1991)
- Ku pedagogicznym kompetencjom. Materiały do studiowania pedagogiki. (1998)
- Student – nauczyciel akademicki – relacje interpersonalne. (1998)
- 23 kolejne numery zeszytów „Pedagogika Szkoły Wyższej (lata 1992 – 2004) (współpraca z prof. K. Jaskotem)
- Zeszyt naukowy NKJO Szczecin nr 1 "Homo Loguens". (2005)
- Pięć tomów prac zbiorowych „Wychowawca i/a rodzic w sytuacjach trudnych wychowawczo. (2012/2013)
- Pięć tomów podręcznika „Edukacja dla bezpieczeństwa – propozycje nauczycieli dla nauczycieli”. (2012/2013)
- Trzy tomy podręcznika „Edukacja dla bezpieczeństwa – materiały dla nauczycieli”. (2012/2013)
- Praktyka czyni mistrza. ( 2014)
- Przez doświadczenie do mistrzostwa. (2014)
- Zarządzanie jakością kształcenia w Wyższej Szkole Integracji Europejskiej w Szczecinie (2015)
- Leksykon Edukacji dla bezpieczeństwa. (2015)
- Zeszyt naukowy ZPSB w Szczecinie "Około Pedagogii" nr.1 (2019)
- Zeszyt naukowy ZPSB w Szczecinie "Około Pedagogii" nr.2 (2021)
- Zeszyt naukowy ZPSB ANS w Szczecinie "Około Pedagogii" nr.3 (2023)

## Członkostwo stowarzyszeń naukowych
- Polskie Towarzystwo Pedagogiczne
- Stowarzyszenie Filmu Naukowego – przez dwie kadencje członek Zarządu Głównego i przedstawiciel Stowarzyszenia w Światowym Komitecie w Paryżu;
- Stowarzyszenie Społeczno – Oświatowe „Sens” w Szczecinie
- Towarzystwo Naukowe Organizacji i Kierownictwa
- Polskie Towarzystwo Technologii i Mediów Edukacyjnych[4]

Inne funkcje społeczne i naukowe:
- Sekretarz Naukowy Ogólnopolskiego Seminarium Pedagogiki Szkoły Wyższej (przez 12 lat).
- Przez jedną kadencję Radny Rady Miasta Szczecina, w tym okresie Przewodniczący Komisji Oświaty i Wychowania.
- Przez 2 lata – Prezes Stowarzyszenia Społeczno – Oświatowego „Sens” w Szczecinie.
- Członek Konferencji Rektorów Zawodowych Szkół Polski - członek Komisji ds. Doskonalenia Procesu Dydaktycznego.
- Przewodniczący Naukowego Komitetu „Dyskursów Europejskich” w Wyższej Szkole Integracji Europejskiej w Szczecinie.
- Ekspert Narodowego Centrum Badań i Rozwoju w Warszawie.
- Przewodniczący Komitetu Redakcyjnego Zeszytów Naukowych Kierunku Pedagogika ZPSB w Szczecinie  „Około Pedagogii”[5].

## Inne ważniejsze osiągnięcia naukowe, organizacyjne i dydaktyczne
- Opublikowanie ponad 100 rozdziałów i artykułów w pracach zbiorowych i czasopismach;
- Wypromowanie 128 magistrów pedagogiki w Uniwersytecie Szczecińskim (głównie z zakresu dydaktyki);
- Wypromowanie ponad 120 dyplomantów studiów podyplomowych (głównie z zakresu organizacji oświaty, diagnozy edukacyjnej i dydaktyki);
- Wypromowanie 72 licencjatów pedagogiki w SSW Collegium Balticum w Szczecinie;
- Wypromowanie 48 dyplomantów studiów podyplomowych „Zarządzanie w oświacie”
- Wypromowanie 46 licencjatów kierunku „Zarządzanie” w Wyższej Szkole Integracji Europejskiej w Szczecinie.
- Wypromowanie 150 dyplomantów na podyplomowych studiach dla nauczycieli Edukacji dla bezpieczeństwa.
- Aktywny udział w 67 międzynarodowych, Ogólnopolskich i Regionalnych Konferencjach naukowych z zakresu nauk pedagogicznych, organizacji oświaty i technologii kształcenia.
- Organizacja (jako przewodniczący komitetu organizacyjnego lub sekretarz naukowy) 37 Międzynarodowych i Ogólnopolskich konferencji naukowych.
- Opracowanie i wykonanie pięciu (5) projektów prac badawczych centralnie koordynowanych w Politechnice Szczecińskiej.
- Udział w realizacji 9 projektów UE i kierowanie 1 projektem finansowanym przez UE w WSIE w Szczecinie
- Udział w projekcie finansowanym przez UE w ZPSB ANS w Szczecinie, poświęconemu sztucznej inteligencji w kształceniu i zarządzaniu[5].

## Wybrane wystąpienia na konferencjach i sympozjach
- Studiowanie w warunkach niepaństwowej szkoły wyższej - referat na Międzynarodowej Konferencji Wyższych Szkół Niepaństwowych – Łowicz 1995
- Konflikty nauczyciel – uczeń w szkołach niepublicznych – referat wygłoszony na międzynarodowej konferencji w Berlinie 1994 rok
- Szkoły niepubliczne w Polsce – przejściowy kaprys, dowód rozsądku czy konieczność? – referat na międzynarodowej konferencji „Szkolnictwo niepubliczne w Polsce” Szczecin 1994
- Ewaluacja a kształcenie myślenia twórczego – referat na ogólnopolskim sympozjum – Szczecin 1997
- Student czy rezydent szkoły wyższej – referat na międzynarodowej konferencji – Międzyzdroje 1997
- Kształcenie do samodzielnego myślenia – referat na ogólnopolskiej konferencji – Szczecin 1997
- Kolegia nauczycielskie – dylematy funkcjonowania i rozwoju – referat na międzynarodowej konferencji Międzyzdroje 2002
- Stanowienie celów kształcenia w Wyższej Szkole Zawodowej – referat na międzynarodowej konferencji naukowej Międzyzdroje 2004
- Zawód nauczyciela we współczesności. Wykład inauguracyjny w Nauczycielskim Kolegium Języków Obcych. Szczecin październik 2004
- Studiować skutecznie. Wykład inauguracyjny w Nauczycielskim Kolegium Języków Obcych. Stargard Szczeciński październik 2005
- Studiowanie na początku XXI wieku. Wykład inauguracyjny w WSZ Collegium Balticum w Szczecinie październik 2006 r.
- Agresja w środowiskach młodzieżowych. Wykład otwarty w Uniwersytecie Trzeciego Wieku w Gorzowie Wlkp. Listopad 2006r
- Niwelowanie uprzedzeń i dyskryminacji. Pracujący rodzice. Równość szans?!!! Wykład programowy na regionalnym seminarium: „Praca przyjazna rodzinie – rozwiązania elastyczne”. Szczecin maj 2011.
- Postawa przedsiębiorcza jako warunek skutecznego funkcjonowania zawodowego. Referat na międzynarodowej  konferencji naukowej z cyklu Pedagogika Pracy, pt.  CZŁOWIEK - OBYWATEL - PRACOWNIK NA RYNKU PRACY.  Międzyzdroje kwiecień 2011 rok.
- Oczekiwane kompetencje absolwentów szkół wyższych. Referat programowy podczas międzynarodowej konferencji naukowej „Nauka – edukacja – rynek pracy w perspektywie europejskich doświadczeń. Szczecin październik 2013.
- Autorytet nauczyciela jako lidera. Wykład na konferencji podsumowujące projekt: Azymut na edukację”. Stepnica. Czerwiec 2013.
- Poziom bezpieczeństwa energetycznego a dobrostan społeczny.. Referat programowy na ogólnopolskiej konferencji na temat: „Dywersyfikacja dostaw źródeł energii jako podstawowy element bezpieczeństwa Państwa”. Międzyzdroje październik 2014.
- Senior obciążeniem, życiowym odpadem poprodukcyjnym czy szansą współczesności. (nowy prekariat?). Referat podczas międzynarodowej konferencji naukowej na temat:" Interdyscyplinarne aspekty funkcjonowania człowieka współczesnej cywilizacji". Koszalin 25-27 kwietnia 2017.
- Potrzeby a potencjał seniorów - wyzwania i zarządzanie nimi w ramach polityk publicznych. Nowa jakość starości? V forum Społeczno - Gospodarcze. Zachodniopomorskiej Szkoły Biznesu w Szczecinie.   Gryfice maj 2018.
- Jak mówić i słuchać w ponowoczesnym świecie. Seminarium: Relacje międzypokoleniowe w świecie płynnej nowoczesności. Gryfice. 19 marca 2024.

## Redaktor naczelny
- Homo Loguens
- Dyskursy Europejskie
- Doctrina multiplex
- Około Pedagogii[6]

## Nagrody, wyróżnienia i odznaczenia
- Dwukrotne nagroda Ministra za osiągnięcia w pracy naukowo–dydaktycznej.
- Sześciokrotna  nagroda Rektora (Politechnika Szczecińska, Uniwersytet Szczeciński i Zachodniopomorska Szkoła Biznesu w Szczecinie) za osiągnięcia w pracy naukowo–dydaktycznej
- Wyróżnienie Nobelek  ZPSB 2021
- Złota Odznaka Gryfa Pomorskiego
- Srebrny Krzyż Zasługi